# 14597 Waynerichie
14597 Waynerichie è un asteroide della fascia principale. Scoperto nel 1998, presenta un'orbita caratterizzata da un semiasse maggiore pari a 2,3260658 UA e da un'eccentricità di 0,1779002, inclinata di 2,46422° rispetto all'eclittica.